# Бет Харт
Бет Харт (на английски: Beth Hart) е американска певица и авторка на песни, произхождаща от Лос Анджелис, Калифорния.
Тя изгрява на хоризонта със сингъла LA Song (Out of This Town), попълнение от втория ѝ албум Screamin' for My Supper. Сингълът става хит номер едно в Нова Зеландия, и достига Топ 5 на американската класация „Възрастна и съвременна музика“, както и номер 7 във „Топ 40 Възрастна музика“ на Билборд. Песента е пусната в 17-и епизод на 10-ия и последен сезон на Бевърли Хилс 90210.
Освен това тя предоставя музиката в крайната сцена на последния епизод на Калифорникейшън, шести сезон, с My California. В следващите си творби, Seesaw и Live In Amsterdam, тя се комбинира с Джо Бонамаса, и достига първа позиция в класацията на Билборд за блус албуми, както и албума Don't Explain от Бет Харт и Джо Бонамаса. Албумът Seesaw достига 8-а позиция в класацията на Билборд за Топ независими албуми.
Освен това има два номер едно сингъла в Дания с As Good As It Gets и Learning To Live, както и платинено сертифициран албум с Leave The Light On. Първият албум с Бонамаса, Don't Explain, става златен в Нидерландия.
През 2014 г. е номинирана за Грами за албума Seesaw и е номинирана за Наградата за блус музика в категорията „Най-добри съвременни блус изпълнители – жени“.
|  | Тази страница частично или изцяло представлява превод на страницата Beth Hart в Уикипедия на английски. Оригиналният текст, както и този превод, са защитени от Лиценза „Криейтив Комънс – Признание – Споделяне на споделеното“, а за съдържание, създадено преди юни 2009 година – от Лиценза за свободна документация на ГНУ. Прегледайте историята на редакциите на оригиналната страница, както и на преводната страница, за да видите списъка на съавторите. ВАЖНО: Този шаблон се отнася единствено до авторските права върху съдържанието на статията. Добавянето му не отменя изискването да се посочват конкретни източници на твърденията, които да бъдат благонадеждни. |